# Весёлое (Новгород-Северский район)
Весёлое (укр. Веселе) — бывшее село в Новгород-Северском районе Черниговской области Украины. Село было подчинено Гремячскому сельсовету.

## История
По состоянию на 1988 год население — 20 человек. Решением Черниговского областного совета от 28.12.2006  года село снято с учёта.

## География
Было расположено юго-западнее села Гремяч. Была одна улица. 